# Indravarman II
Pour les articles homonymes, voir Indravarman.
Indravarman II (Khmer: ឥន្ទ្រវរ្ម័នទី២) est un roi de l'Empire khmer qui régna de 1218 à 1243.

## Biographie
Fils de Jayavarman VII et de la reine Jayarajadevî, il est comme son père un bouddhiste convaincu. Il s'efforce de maintenir la cohésion entre les diverses parties de son immense empire. En 1220, il procède volontairement à l'évacuation du Champâ et à l'intronisation d'un prince Cham, Jaya Paramesvaravarman II, comme souverain de ce royaume.   
Il a pour successeur Jayavarman VIII dont on ignore la parenté avec les précédents souverains.